# Almese

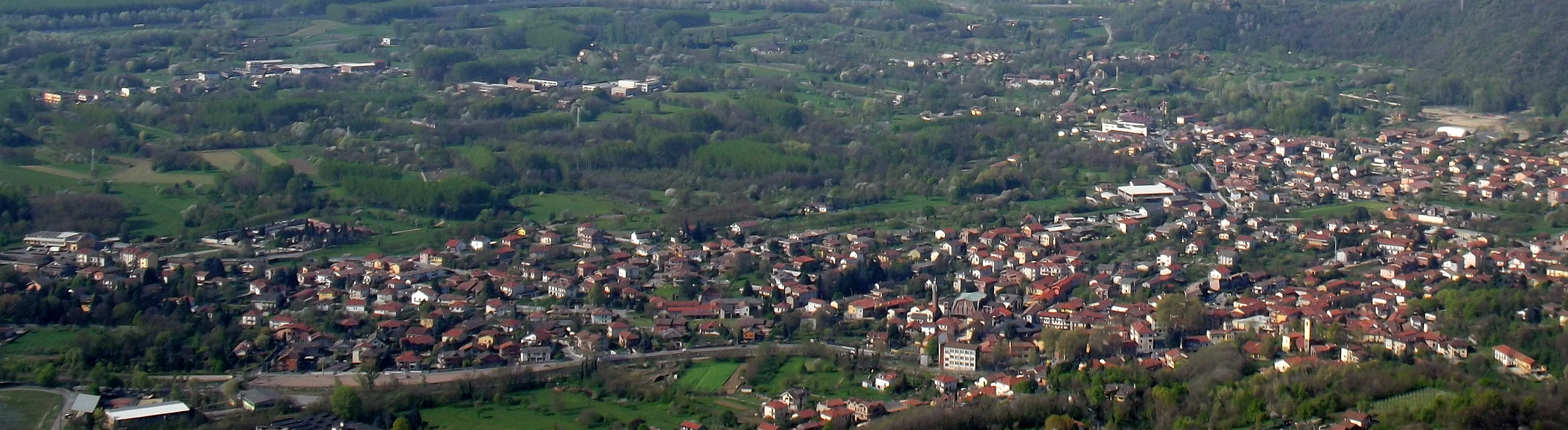
Panorama

Almese es una localidad y comune italiana de la provincia de Turín, región de Piamonte, con 6.190 habitantes.

## Evolución demográfica
| Gráfica de evolución demográfica de Almese entre 1861 y 2001 |
|                                                              |
| Fuente ISTAT - elaboración gráfica de Wikipedia              |

## Personas destacadas
- Leonardo Chiariglione, creador del formato Mp3